# الدوري النرويجي الممتاز 1995
الدوري النرويجي الممتاز 1995 (بالنرويجية: Tippeligaen 1995)‏ هو الموسم 51 من  الدوري النرويجي الممتاز. أقيم خلال الفترة 21 أبريل 1995 وحتى 22 أكتوبر 1995، وكان عدد الأندية المشاركة فيه  14، وفاز فيه نادي روسنبورغ.